# Прихсенштат
Прихсенштат (њем. Prichsenstadt) град је у њемачкој савезној држави Баварска. Једно је од 31 општинског средишта округа Кицинген. Према процјени из 2010. у граду је живјело 3.202 становника. Посједује регионалну шифру (AGS) 9675158.

## Географски и демографски подаци
Прихсенштат се налази у савезној држави Баварска у округу Кицинген. Град се налази на надморској висини од 248 метара. Површина општине износи 48,9 km². У самом граду је, према процјени из 2010. године, живјело 3.202 становника. Просјечна густина становништва износи 66 становника/km².